# Carl Orff
Pour les articles homonymes, voir Orff.
Œuvres principales
- Carmina Burana (1937)
- Catulli Carmina (1943)
- Trionfo di Afrodite (1953)

Carl Orff, né le 10 juillet 1895 à Munich et mort le 29 mars 1982 dans la même ville, est un compositeur allemand. Son œuvre la plus connue est Carmina Burana.

## Biographie

### Études
Né d'une famille de militaires (un de ses grands-pères est le général Karl Maximilian von Orff), Carl Orff, fils de musiciens, fait vite preuve dans sa jeunesse d'intelligence et de curiosité. Plus tard, il ne rencontre pas de difficultés dans  ses études musicales bien qu'il ne supporte pas l'académie de musique de Munich. Il ne s'entend pas toujours avec ses professeurs. Ces années d'études n'en seront pas moins fécondes. Il compose un opéra, Gisei, tiré d'une pièce japonaise et légèrement influencé par Claude Debussy.

### Carrière musicale
En 1914, il prend des leçons d'interprétation avec Hermann Zilcher. La même année, il est nommé chef d'orchestre et directeur musical des Münchner Kammerspiele. Il prend part à la guerre en 1917, mais est démobilisé en raison d'une blessure. De retour du front, il est nommé directeur musical et chef d'orchestre des opéras de Mannheim et Darmstadt.
Après la guerre, désireux d'associer le texte, la musique et le mouvement, il se consacre à l'étude et à la composition. Il abandonne ses fonctions à l'opéra de Darmstadt. En 1920, il épouse Alice Solscher dont il aura une fille, Godela (1921-2013). Il se mariera  quatre fois, sa dernière épouse étant Liselotte Schmitz (1930-2012).
Intéressé par la musique de son temps et notamment par celle d'Arnold Schoenberg, il n'a pas de penchant, cependant, pour la musique atonale. Il se passionne pour la Renaissance italienne : il adapte en allemand le Lamento d'Ariana, adapte et édite L'Orfeo et le Ballo delle Ingrate de Claudio Monteverdi pour instruments modernes.
En 1924, avec la danseuse Dorothee Günther, il fonde une école de danse : la Güntherschule. C'est dans cette école que naîtra le concept de l'Orff-Schulwerk. Carl Orff a toujours considéré cette démarche pédagogique comme faisant partie intégrante de son œuvre musicale. Entre 1935 et 1936, il crée au vieil opéra de Francfort son plus grand succès : Carmina Burana, œuvre inspirée de poèmes du Moyen Âge retrouvés dans l'Abbaye de Benediktbeuern, près de Munich. Carmina Burana est l'une des œuvres classiques les plus jouées au monde. Elle a inspiré de nombreux artistes : des groupes musicaux comme Magma ou Era et des artistes de variété comme Nana Mouskouri (Ave verum). En 1939, Carl Orff écrit Der Mond (La Lune) et en 1942 Die Kluge (La Femme avisée), tous deux inspirés par les Contes de Grimm.
En 1943, il compose les Catulli Carmina et, en 1953, le Trionfo di Afrodite pour compléter le triptyque païen Trionfi. On lui doit aussi la composition des Veni Creator Spiritus (1954), cantate d'après le livret de Franz Werfel pour chœur mixte, pianos et instruments à percussion, mouvements de chœur d’après le livret de Bertolt Brecht pour chœur, trois claviers et percussions. Par la suite, il n'écrit plus que pour le théâtre musical des pièces telles que Antigonae ou De temporum fine comœdia, sa dernière œuvre, qui reviennent aux formes du théâtre sacré avec des danses rituelles. En 1961, il fonde son école, l'Institut Orff, au Mozarteum de Salzbourg, puis donne des conférences pour présenter son concept pédagogique, le Orff-Schulwerk.
Carl Orff meurt le 29 mars 1982. Selon son souhait, il a été inhumé dans une chapelle du monastère d'Andechs, en Bavière où un festival Orff in Andechs lui est consacré tous les ans.
Il eut notamment comme élèves les compositeurs allemands Karl Marx et Werner Egk ou le compositeur néo-zélandais Edwin Carr.

## Position de Carl Orff durant le IIIe Reich
La question de la position de Carl Orff vis-à-vis des nazis durant les années 1930-40 est très discutée.
Sa musique est d'abord rejetée, puis récupérée par le IIIe Reich. Ainsi, en 1933 avec l'arrivée des nazis au pouvoir, sa carrière est d'abord ralentie : sa musique est jugée trop moderniste, il fait un usage de percussions jugée trop exotiques et de rythmes trop jazzy. Néanmoins, ce même régime nazi dynamise quelques années plus tard sa carrière, notamment après que les éditeurs d'Orff ont présenté son œuvre comme "enracinée dans la race et le peuple". En outre, cette nouvelle appréciation correspond également à une évolution de sa musique qui se rapproche alors davantage de la musique populaire, un style mieux accepté par le régime. Ainsi, Carl Orff se voit confier en 1936 la composition d'une pièce pour la jeunesse à l'occasion des Jeux Olympiques de Berlin. 
Son œuvre des Carmina Burana reflète parfaitement l'acceptation fluctuante par les nazis de la musique d'Orff. Mal perçue lors de la première représentation à Francfort en 1937, l’œuvre connaît ensuite un grand succès auprès du public mais aussi du pouvoir national-socialiste, notamment à l'occasion de la représentation à Dresde en 1940. 
Par ailleurs, il est reproché à Orff d'avoir répondu à l'appel officiel de composer une nouvelle musique de scène pour Le Songe d'une nuit d'été, la partition de Felix Mendelssohn ayant été interdite du fait des origines juives du compositeur. Les défenseurs d'Orff font valoir par la suite qu'il avait déjà composé la musique de cette pièce entre 1917 et 1927, soit bien avant la commande des autorités nazies. En effet, Orff a pour habitude de modifier en permanence ses œuvres musicales.
Après la guerre, Carl Orff prétend avoir appartenu au mouvement de résistance Die Weisse Rose (La Rose blanche), animé par un de ses amis, Kurt Huber, condamné à mort par le Volksgerichtshof (Tribunal du peuple) et exécuté en 1943. Pourtant, le jour de l'arrestation de Huber, son épouse prie Orff d'user de son influence auprès des autorités pour aider son mari, mais Orff refuse. Par la suite, la femme de Huber refuse de le revoir. Culpabilisé, Orff écrit une lettre dédiée à son ami défunt pour lui demander pardon,. Orff est également soupçonné d'avoir réinventé, lors de l’occupation alliée de l'Allemagne en 1945, sa position ambiguë sous le IIIe Reich, avec la complicité d'un officier américain autrefois son élève, pour lui permettre d'échapper à la liste grise et un éventuel procès en dénazification.

## Relations et collaborations
Carl Orff travaille en collaboration avec de nombreux artistes (musiciens, danseurs, peintres, chorégraphes, poètes, etc.) :
- Bertolt Brecht et Carl Orff travaillent sur des pièces comme L’Importance d’être d’accord (Das Badener Lehrstück von Einverständnis) en 1929 ;
- Mary Wigman travaille, après guerre, quelques-unes de ses chorégraphies sur des œuvres de Carl Orff ;
- Luise Rinser, femme de lettres allemande et journaliste engagée, est son épouse de 1954 à 1959 ;
- Maurice Carême poète belge dont il a mis en musique "la litanie des écoliers" ;
- Johnny Friedlaender : en 1965 en collaboration avec le peintre et graveur J. Friendlaender[8] paraît l'album Exercices (Manus Presse)[9] dans lequel, à chaque planche de Friedlaender, correspond une sérigraphie de notes de Carl Orff. Après ce premier ouvrage, un second verra le jour en 1968 sous le titre Musica poetica (Manus Presse)[10] ;
- Lucas Suppin[11], peintre autrichien favorise le contact entre Carl Orff et Jacques Prévert. Bien que ces derniers ne se soient vus qu'une seule fois au domicile de Prévert à Paris, ils entretenaient une proximité amicale dont témoignent des dédicaces régulières : « En souvenir heureux de Carmina Burana Saint Paul Soleil de décembre 1954 et bientôt de janvier 1955. Paroles pour Carl Orff, Jacques Prévert » [12]. Par ailleurs, Prévert a écrit le poème Carmina Burana [13], reprenant ainsi le titre de la cantate scénique de C. Orff auquel il voulait ainsi rendre hommage. Ce poème[14] a été repris dans l'ouvrage commun Carmina Burana (Manus press 1965) dans lequel sont reprises des contributions de Carl Orff, Prévert et du peintre HAP Grieshaber.

Des lettres de Suppin montrent que Orff, Suppin et Prévert avaient un projet commun autour d'un livre (probablement autour du thème d’Œdipe) mais celui-ci ne s'est jamais réalisé. L'un et l'autre ont travaillé l'histoire d'Agnès Bernauer : Die Bernauerin pour Carl Orff en 1947 et Agnès Bernauer pour Prévert en 1961 dans le film Les Amours célèbres de Michel Boisrond
Deux auteurs ont étudié les relations et l'admiration mutuelle que se portaient Carl Orff et Jacques Prévert dans :
- Jacques Prévert, œuvres complètes tome 2, collection La Pléiade, éditions Gallimard 1996  (ISBN 2-07-011512-7) pages 265 à 270 pour le poème "Carmina Burana" et pages 1157 et 1158 pour les notes signées Danièle Gasiglia-Laster et Arnaud Laster ;
- Jacques Prévert, celui qui rouge de cœur par Danièle Gasiglia-Laster, Séguier, 1994  (ISBN 2-84049-033-1) pages 210 et 276 ;
- extrait de l'article "Jacques Prévert, auditeur libre des musiciens" par Arnaud Laster dans le catalogue de l'exposition Paris la belle, Jacques Prévert, Bachelot-Prévert, Eugénie, Binh, N.T., éditions Flammarion, 2008  (ISBN 9782081217560) pages 160 et 161.

## Œuvres principales

### Carmina Burana et le triptyque Trionfi
Sa cantate scénique Carmina Burana, composée en 1937, est de loin son œuvre la plus connue. Il utilise des poèmes du XIIIe siècle et crée une musique délibérément simple, pour grand orchestre et chœur, articulée autour de pulsations et de rythmes vigoureux, aux sonorités riches.
Cette œuvre constitue la première partie d'un triptyque intitulé Trionfi (les Triomphes), qui comprend également : 
- les Catulli Carmina (cantate d'après les poèmes de Catulle, dont Odi et amo, composée en 1943), pour chœur, voix solo, pianos et percussions, dans laquelle le chœur fournit un accompagnement quasi instrumental aux solistes ;
- Trionfo di Afrodite (le Triomphe d'Aphrodite, composée en 1953), pour grand orchestre et chœur.

Cette trilogie est fondée sur des textes glorifiant l'amour.

### Orff-Schulwerk
Le Orff-Schulwerk (atelier scolaire) a été fondé et développé en collaboration avec la gymnaste Dorothée Gunther, la pédagogue Gunild Keetman et la danseuse Maja Lex. 
Il ne s'agit pas réellement d’une méthode. Il s'agit d'orientations pédagogiques dont le but premier est de favoriser un développement harmonieux de l'enfant grâce à la musique dite élémentaire et le mouvement. 
La pédagogie musicale Carl Orff est ouverte à tous (pas seulement aux enfants), elle est « non élitiste et ludique ». Elle se pratique en groupe et utilise un ensemble de petites percussions (xylophones, métallophones, etc.), appelé : « instrumentarium Orff ». Orff fait fabriquer l'instrumentarium par son ami luthier Klaus Becker avec qui il fonde la société Studio 49. 
La pédagogie utilise comme support des œuvres du répertoire traditionnel de toutes les cultures tout en favorisant la création et l'improvisation. Le chant, la danse, le mouvement, le théâtre, les percussions corporelles... y trouvent une place tout aussi importante que la technique instrumentale et musicale. 
Certes, il élabore avec Gunild Keetmann vers 1930-35 un recueil d'éducation musicale comme Musique pour enfants (Musik für Kinder), révisé en 1950-1954, dont il existe une version française signée de Jos Wuytack) mais la pédagogie Orff s'enseigne par l'exemple et l'expérimentation à travers des stages et formations, d'où sa classification dans les méthodes actives.

### Autres compositions
- Frühe Lieder (Lieder de jeunesse), pour voix et piano, 1911 (révisés en 1919-1921).
- Ave Maria, pour chœur mixte a cappella, 1912 (révisé en 1914).
- Gisei, opéra, op. 20, 1913.
- Des Turmes Auferstehung, pour deux chœurs d'hommes et orchestre, 1921.
- Entrata, d'après Byrd, pour orgue et très grand orchestre, 1928 (révisé en 1940).
- Concento di voci, pour chœur mixte a cappella, en trois parties (1930, 1954 et 1956).
- Der Mond (La Lune), 1939.
- Ein Sommernachtstraum (Le Songe d'une nuit d'été), d’après Shakespeare, pour récitant, chœur et orchestre 1917 (révisé en 1939, 1952 et 1962).
- Die Kluge (La Finaude), 1943.
- Die Bernauerin, 1946-1947.
- Antigonae, 1949. Texte de Sophocle dans la traduction de Friedrich Hölderlin. Cette partition cherche à retrouver la dimension de la tragédie grecque.
- Astutuli, 1953.
- Dithyrambi, pour chœur et instruments, 1955-1956 (révisé en 1981).
- Comoedia de Christi Resurrectione (Ein Osterspiel), 1957.
- Oedipus der Tyrann, 1959.
- Ludus de nato infante mirificus (Ein Weihnachtsspiel), 1960.
- Prometheus, 1968.
- De temporum fine comœdia (La comédie de la fin des temps), opéra-oratorio (1973, révisée en 1977), dernière grande œuvre du compositeur.

## Emploi dans des films et documentaires
Certaines œuvres de Carl Orff sont régulièrement utilisées dans des bandes originales de films, pour accompagner des documentaires, des émissions de télévision ou de radio :
- « O Fortuna », extrait de l’œuvre Carmina Burana que l'on peut entendre dans les films Tendres chasseurs (Temos caçadores) (Ruy Guerra 1969); Salò ou les 120 journées de Sodome (P. P. Pasolini, 1976); Excalibur (John Boorman, 1981); Le Secret de la pyramide (Young Sherlock Holmes) (Barry Levinson, 1985; Glory (Edward Zwick, 1989); À la poursuite d'Octobre rouge (« The Hunt for Red October ») (John Mc Tiernan, 1990); The Doors (Oliver Stone, 1991); Tueurs nés (Natural Born Killers) (Oliver Stone, 1994); Le Déshonneur d'Elisabeth Campbell (The General's Daughter) (Simon West, 1999);  Brace yourself (documentaire sur Michael Jackson) ; 300 (Zack Snyder, 2006) ;
- « Tanz » extrait de Carmina Burana est le générique de l'émission télévisée Histoires naturelles ;
- Spielstücke[16] et Gassenhauer[17] extraits de Schulwerk, musica poetica de Carl Orff et Gunild Keetman sont dans la bande originale de La Balade sauvage (Badlands), film de Terrence Malick, 1973, À la rencontre de Forrester (Gus Van Sant, 2001), Hans Zimmer dans la bande originale de True Romance (Tony Scott, 1993). Gassenhauer peut également être entendu dans le film Priscilla (2023) de Sofia Coppola.

## Hommages
L'astéroïde (21125) Orff, découvert en 1992, est nommé en son honneur.

#### Littérature secondaire
- (de) Frohmut Dangel-Hofmann, « Orff, Carl », dans Neue Deutsche Biographie (NDB), vol. 19, Berlin, Duncker & Humblot, 1999, p. 588–591 (original numérisé).
- Frohmut Dangel-Hofmann, Carl Orff ─ Michel Hofmann. Briefe zur Entstehung der Carmina burana, Hans Schneider, Tutzing 1990,  (ISBN 3-7952-0639-1).
- Bernd Edelmann: Carl Orff. In: Katharina Weigand (ed.): Große Gestalten der bayerischen Geschichte. Herbert Utz Verlag, München 2011,  (ISBN 978-3-8316-0949-9).
- Alberto Fassone: Carl Orff, Libreria Musicale Italiana, Lucca 1994, 2nd revised and enlarged edition: Lucca 2009,  (ISBN 978-887096-580-3).
- Lilo Gersdorf: Carl Orff. Reinbek, Rowohlt 2002,  (ISBN 3-499-50293-3).
- Michael H. Kater: Carl Orff im Dritten Reich. In: Vierteljahrshefte für Zeitgeschichte, 43, 1 (Januar 1995), S. 1–35, ifz-muenchen.de (PDF).
- Michael H. Kater: Komponisten im Nationalsozialismus: acht Porträts. Parthas, Berlin 2004,  (ISBN 3-936324-12-3).
- Harald Kaufmann: Carl Orff als Schauspieler. In: Werner Grünzweig, Gottfried Krieger (eds.): Von innen und außen. Schriften über Musik, Musikleben und Ästhetik. Wolke, Hofheim 1993, S. 35–40.
- Michael Kugler (ed.): Elementarer Tanz – Elementare Musik: Die Günther-Schule München 1924 bis 1944. Mainz u. a. 2002,  (ISBN 3-7957-0449-9).
- Andreas Liess: Carl Orff. Idee und Werk., revised edition: Goldmann, München 1980,  (ISBN 3-442-33038-6).
- Pietro Massa: Carl Orffs Antikendramen und die Hölderlin-Rezeption im Deutschland der Nachkriegszeit. Peter Lang, Bern/Frankfurt/New York 2006,  (ISBN 3-631-55143-6).
- Godela Orff: Mein Vater und ich. Piper, München 1995,  (ISBN 3-492-18332-8).
- Carl Orff und sein Werk. Dokumentation. 8 voll. Schneider, Tutzing 1975–1983,  (ISBN 3-7952-0154-3),  (ISBN 3-7952-0162-4),  (ISBN 3-7952-0202-7),  (ISBN 3-7952-0257-4),  (ISBN 3-7952-0294-9),  (ISBN 3-7952-0308-2),  (ISBN 3-7952-0308-2),  (ISBN 3-7952-0373-2).
- Thomas Rösch: Die Musik in den griechischen Tragödien von Carl Orff. Hans Schneider, Tutzing 2003,  (ISBN 3-7952-0976-5).
- Thomas Rösch: Carl Orff ─ Musik zu Skakespeares "Ein Sommernachtstraum". Entstehung und Deutung, Orff-Zentrum, München 2009.
- Thomas Rösch (ed.): Text, Musik, Szene ─ Das Musiktheater von Carl Orff. Symposium Orff-Zentrum München 2007. Schott, Mainz 2015,  (ISBN 978-3-7957-0672-2).
- Werner Thomas: Das Rad der Fortuna ─ Ausgewählte Aufsätze zu Werk und Wirkung Carl Orffs, Schott, Mainz 1990,  (ISBN 3-7957-0209-7).
- Werner Thomas: Orffs Märchenstücke. Der Mond ─ Die Kluge, Schott, Mainz 1994,  (ISBN 3-7957-0266-6).
- Werner Thomas: Dem unbekannten Gott. Ein nicht ausgeführtes Chorwerk von Carl Orff, Schott, Mainz 1997,  (ISBN 978-3-7957-0323-3).

#### Documents radiophoniques et vidéos
- Carmina Burana, Marjolaine Fournier et Jean-Jacques Van Vlasselaer, émission radio diffusée le 3/7/2012
- Découvrir une œuvre : Carmina Burana de Carl Orff Reportage Arte diffusé le 22/1/2012
- Orff in Andechs Reportage Arte diffusé le 18/6/2011
- Carl ORFF, Denis Sureau - Émission radio diffusée le 27/6/2010
- Prima la musica France Musique, François-Xavier Szymczak. France Musique émission radio diffusée le 11/7/2007
- Carl Orff, France Musique, Gaëlle Le Gallic. "France Musique" émission radio diffusée le 5/1/1995

#### Articles de journaux
- « Corps, voix et instrument : la pédagogie de Carl Orff », Nicole Coppey, dans la Revue musicale suisse n°9, septembre 2011
- Carl Orff Carmina Burana, Stéphane Chabenat livret d'accompagnement dans la collection Les grands compositeurs N° 20, Figaro Collection - 2005
- Carl Orff, livret d'accompagnement dans la collection Éblouissante musique sacrée N° 48, Éditions Atlas - 1996
- Orff, livret d'accompagnement dans la collection Les Génies du classique N° 102, Éditions Atlas - 1991
- Les grands compositeurs - Carl Orff, fascicule de la collection  "Les grands compositeurs et leur musique N° 49, Hachette - 1987
- Carl ORFF et l'affinement de la conscience musicale, K.H Ruppel dans la revue Théâtre international mars 1982
- Carl ORFF le mal-aimé, Dominique BLANC. dans la revue Le Spectacle du Monde n° 245 d'août 1982
- Carl ORFF et Carmina Burana, un auteur pour une œuvre ? Alain PÂRIS dans la revue Scherzo Guide musical n° 49, janvier 1976
- La Musique "mythique" de Carl ORFF, Dominique VENELLE, dans la revue Les spectacles du Monde. No 142 de janvier 1974
- "Carl Orff et les Carmina Burana", Y. et M.Giraud, dans la revue À cœur Joie. No 127 de février 1971
- "Carl ORFF, musicien populaire ?"  Max PINCHARD, dans la revue Musica no 113 d'août 1963
- Carl ORFF et la création d'Œdipe-Roi Jacques FESCHOTTE dans la Revue musicale de Suisse romande feuilles musicales 1960/10
- «Les exercices de Friedlaender et de Carl ORFF », Gilles Lapouge dans la revue Jardin des arts no 127 de juin 1965
- Carl ORFF et la musique moderne", Roger Stengele dans la Revue Générale", Belgique 1957
- «Un musicien allemand d'aujourd'hui : Carl Orff», Willy Brandl dans la revue Verger no 4 de 1948